# Akkumulatoren & Automobilbau
Die Akkumulatorenfabrik AG war ein deutscher Hersteller von Akkumulatoren und Nutzfahrzeugen, der von 1918 bis 1936 in Berlin-Kreuzberg am Askanischen Platz 3 ansässig war.
Die Akkumulatoren AG wurde 1918 gegründet. Die Fabrik erstellte hauptsächlich unter der Marke Afa elektrisch angetriebene Nutzfahrzeuge für 1,5 bis 2 Tonnen. Diese Nutzfahrzeuge wurden derzeit u. a. bei dem Unternehmen Bolle als Milchwagen eingesetzt.
Diese Nutzfahrzeugfabrik wird oft als Firmenbezeichnung oder Marke mit der AG für Akkumulatoren- und Automobilbau AAA (A.A.A.) verwechselt, die ebenfalls in Berlin von 1919 bis 1926 parallel und unabhängig bestand.